# 戈瑟克圓環
戈瑟克圓環（德語：Sonnenobservatorium Goseck）是位於德國薩克森-安哈爾特州布林根蘭克賴斯區戈瑟克的一座新石器時代建築。
它建於西元前4,900年左右，似乎一直使用到西元前4,700年左右。因此，它可能是中歐新石器時代最古老、最著名的圓形圍牆。現時，該遺址由國家考古學家和當地協會正式介紹，該協會將其視為一個儀式或崇拜建築。 
該圓由一條75米（246英尺）寬的同心溝渠和兩個柵欄環組成，柵欄環的入口與冬至日的日出和日落對齊，較小的入口與夏至對齊。行銷資料將該遺址描述為世界上最古老的「太陽天文台」之一，但冬至和夏至的日出和日落是該建築遺跡中唯一明顯的天文對齊現象。  
該遺址網站的存在於2003年8月公開。它於2005年12月對遊客開放。

## 地理

### 位置
該遺址位於薩克森-安哈爾特州「布爾根蘭」戈瑟克的農田上，位於瑙姆堡和魏森費爾斯之間。這個圓圈位於一塊逐漸向南上升的土地上，距離溫斯特魯特河流入薩勒河的地方不遠，位於被稱為萊比錫灣的地區的邊界。

## 歷史

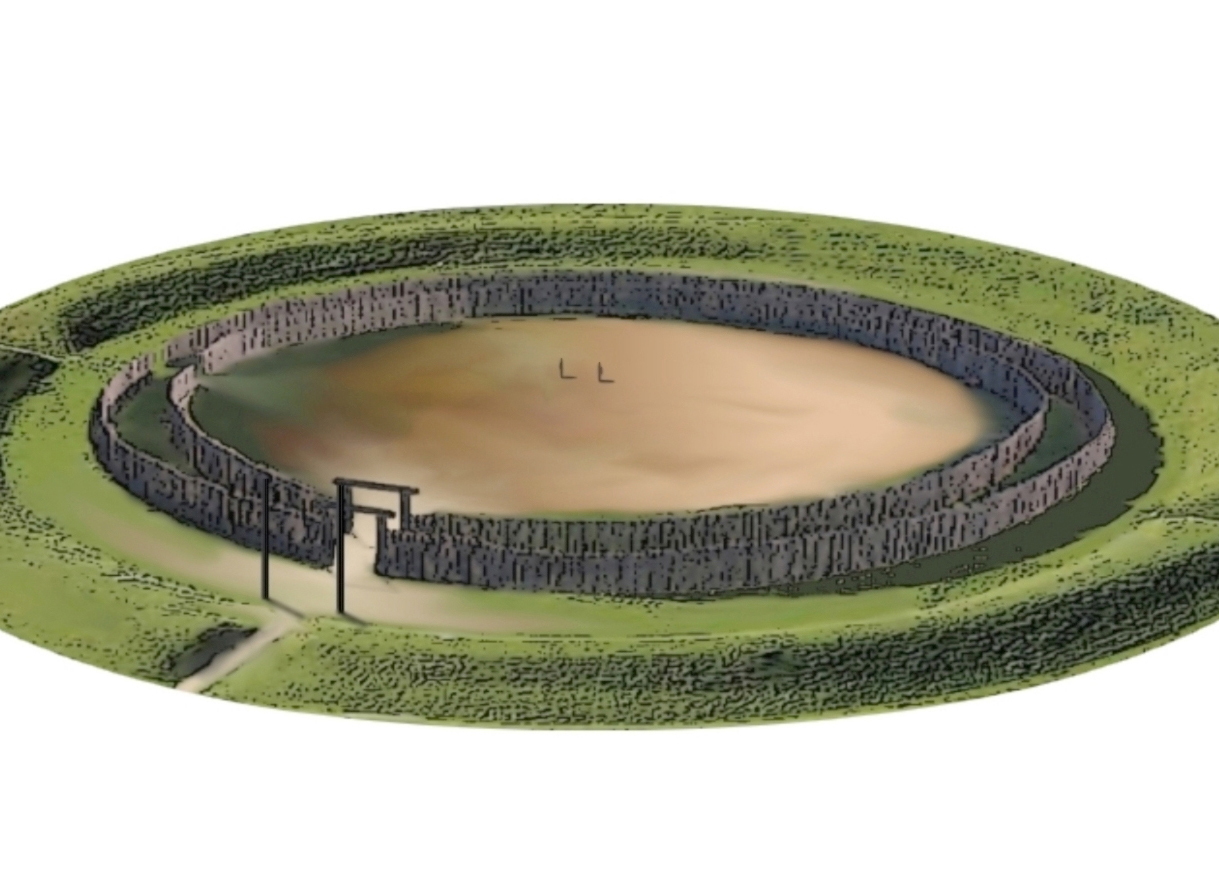
戈瑟克圓環

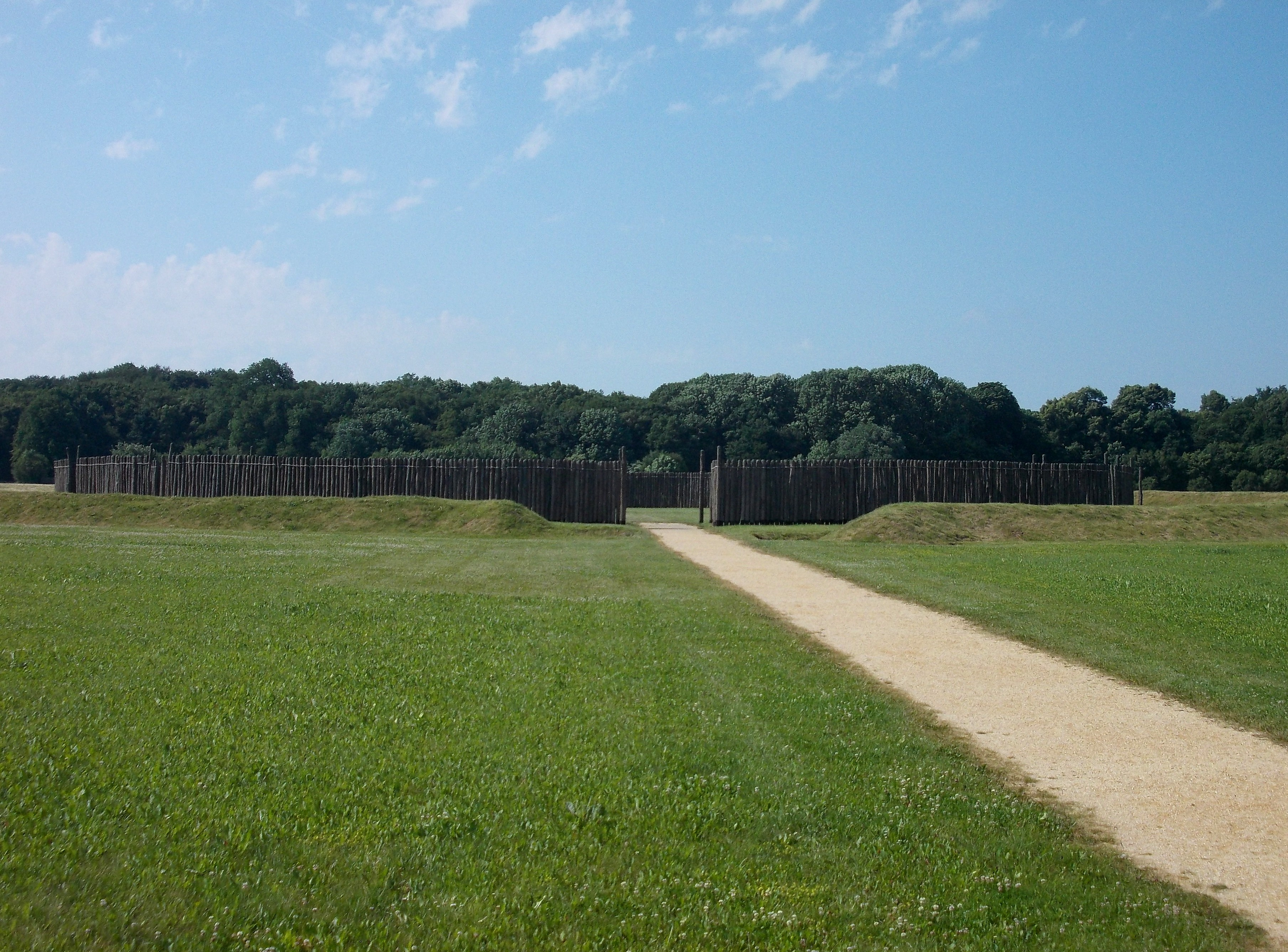
重建的戈瑟克圓環

### 發現和發掘
這個圓環是奧托·布拉施於1991年在一張航測照片中發現的，該照片顯示了麥田下的圓形山脊。在乾旱的季節里，很容易看到剪切標記。該結構的外觀也表明有著嚴重的侵蝕狀態。 
為了保護瀕危的遺骸，「薩克森-安哈爾特州紀念碑保護和考古辦公室」（德文：Landesamt für Denkmalpflege und Archäologie Sachsen-Anhalt）決定進行一次挖掘。它與哈雷-維滕貝格大學史前考古研究所合作。 
弗朗索瓦·貝爾特梅斯（François Bertemes）和彼得·比爾（Peter Biehl）於2002年開始對該遺址進行大規模挖掘。當考古學家將證據與GPS的觀測結合起來時，他們注意到兩個南部開口標誌著冬至和夏至的日出和日落。

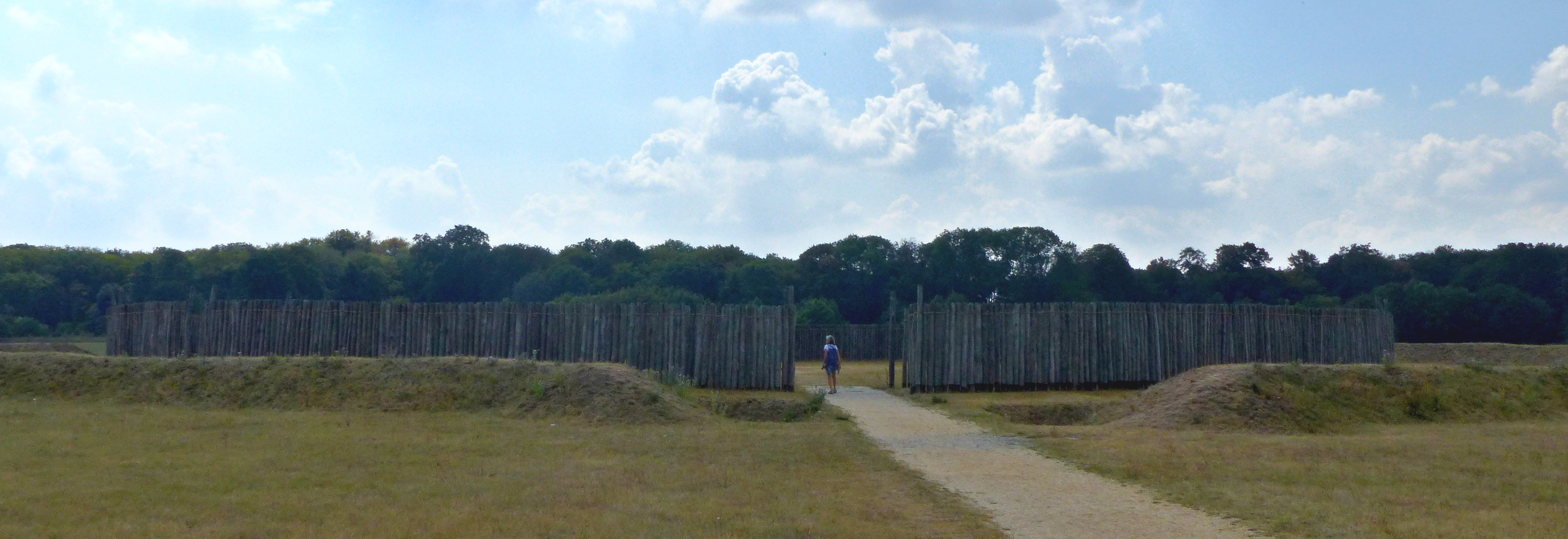
重建的戈瑟克圓環

放射性碳定年法將該遺址的建造時間定在西元前4,900年左右，而陶器碎片的風格則將其與西元前4,700年的描邊陶器文化與 stroke-ornamented ware culture聯繫起來。這表明該遺址在兩三個世紀內一直在使用。
挖掘人員還在東南門附近發現了可能是儀式火、動物和人類骨骼的遺骸，以及一具無頭骨架，這可以被解釋為特定葬禮儀式或人祭的證據。 
貝爾特梅斯和比爾每年都會繼續挖掘幾週。2004年，來自加州大學伯克萊分校的一個小組加入了正在進行的挖掘。 
自挖掘結束以來，該遺址已被重建。考古學家和州政府官員使用1675根2.5米高的橡木杆重建了圓圈的木柵欄。木工們用手工工具工作，這樣木柱看起來就會很真實。該圓環的網站於2005年12月21日冬至日向公眾開放。

## 描述

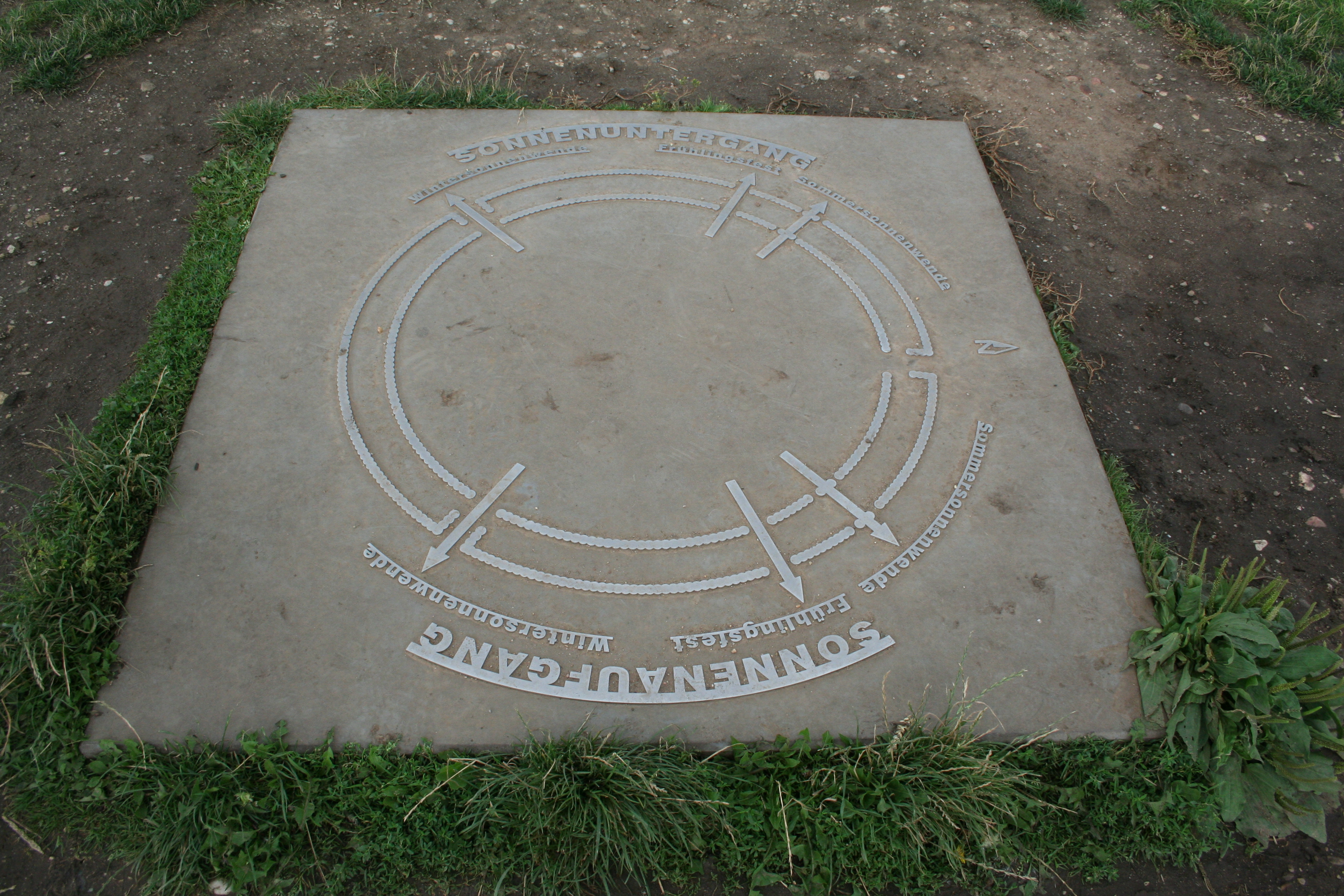
現場中心的瓷磚顯示了結構對齊的軸線。

該遺址周圍環繞著一條高達1.8米的圓形v形護城河。這塊土被用來在外面築起一道城牆。從其外部邊界開始量測，護城河的直徑為75米。護城河裏有一道雙層木柵欄。該遺址的入口是通過北部、西南部和東南部三個對稱的主入口進入的。此外，柵欄上還有一些小缺口，可以進入。護城河沿著三條主要入口向外延伸（見圖）。內柵欄的入口比外柵欄窄，外柵欄的入口又比護城河的缺口窄。
西南和東南入口面向冬至前後的日落和日出方向。牆中的兩個較小的裂縫朝向在夏至的相同方向
沒有火災或其它破壞的迹象。尚不清楚該遺址為何被遺棄。後來，村民們沿著舊圍牆的溝渠修建了一道防禦工事。

## 天文對齊和解釋

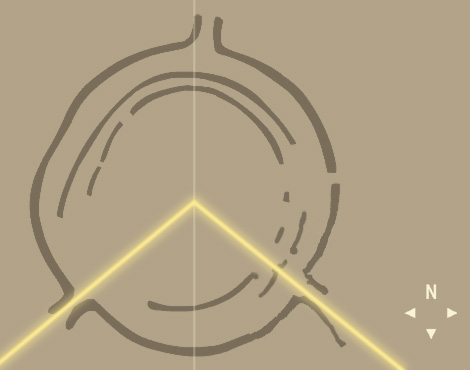
繪製的戈瑟克圓：黃線表示太陽在冬至時升起和落下的方向，而垂直線表示天文的子午線。

戈瑟克環是同一時期建造的許多類似結構中保存最完好、研究最廣泛的結構之一。已經發現了大約140個這樣的結構，稱為圓形外殼。雖然它們都有獨特的功能，但它們遵循一個基本的架構原則。其中很少有被人挖掘出來。
在該遺址首次向公眾開放的儀式上，國家考古學家哈拉爾德·梅勒（Harald Meller）稱其為「考古研究的里程碑」。
它的建造可以追溯到西元前4,900年左右，似乎一直使用到西元前4,700年左右。這對應於新石器時代的描邊陶器和Template:Link-e文化之間的過渡階段。該遺址是易北河和多瑙河地區較大的圓形圍場之一，其中大多數圍場顯示出類似的至日線。
關於該地點是用於全年監測太陽還是僅在特定的值得注意的日子監測太陽，以及因此將該地點稱為「太陽天文台」是否合適，一直存在一些爭議。有人認為，採用不準確的名稱主要是為了行銷目的。
考古學家拉爾夫·施瓦茨（Ralf Schwarz）認為，該遺址的結構允許通過日曆計算將易於判斷的陰曆與更苛刻的陽曆量測相協調。

## 現況
重建後的場地向公眾開放。在附近的「施洛斯·戈瑟克」開設了一個資訊點，提供有關發掘的展覽和資訊。該網站由「戈瑟克太陽天文台」（Verein Gosecker Sonnenobservatorium e.V.）」維護。
戈瑟克是連接薩克森-安哈爾特州考古遺址的「天道」旅遊路線上的一站。

## 註解
1. ↑  See also Atlit Yam and Nabta Playa stone circles, which are also potentially aligned to astronomical bodies.

## 進階讀物
- . Deutsche Welle. 8 August 2003.

## 外部連結
- Official website (German) （页面存档备份，存于）
- Himmelswege tourist route website （页面存档备份，存于）

51°11′54″N 11°51′53″E / 51.19833°N 11.86472°E